# Verita williamsi
Genre
Espèce
Verita williamsi, unique représentant du genre Verita, est une espèce d'araignées aranéomorphes de la famille des Gnaphosidae.

## Distribution
Cette espèce est endémique de la province de Santa Fe en Argentine,.

## Description
Le mâle holotype mesure 2,46 mm et la femelle paratype 2,52 mm.

## Étymologie
Cette espèce est nommée en référence à la Fundación Williams.

## Publication originale
- Ramírez & Grismado, 2016 : Description of the spider Verita williamsi, a new genus and species from Santa Fe, Argentina (Araneae, Gnaphosidae). Revista del Museo Argentino de Ciencias Naturales, Nueva Serie, vol. 17, no 2, p. 173-182 (texte intégral).